# 丹麥的多羅特婭 (1520-1580)
丹麥的多羅特婭（丹麥語：Dorothea af Danmark，1520年11月10日—1580年5月31日），普法爾茨選侯夫人，丹麥國王克里斯蒂安二世的女兒。
1535年，多羅特婭和普法爾茨選侯路德維希五世的弟弟腓特烈結婚，兩人沒有子女。